# Luca Dirisio
Luca Dirisio (ur. 18 czerwca 1978 w Vasto) – włoski piosenkarz.

## Życiorys
Urodził się w Vasto, w małej miejscowości we włoskim regionie Abruzji. Jako nastolatek chciał zaistnieć na boiskach piłkarskich w Serie A, jednak ostatecznie poświęcił swoje życie muzyce.
W 2004, mając 26 lat wydał swój pierwszy singiel Calma e sangue freddo, zawierający piosenkę pod tym samym tytułem oraz Per le mie mani. Stał się on od razu wielkim hitem wakacji 2004. Dzięki temu rytmicznemu utworowi Dirisio wygrał nagrodę Rewelacji roku na włoskim festiwalu muzyki Festivalbar. Płyta, zawierająca taneczny singiel, zyskała status złotej i rozeszła się w 20 tysiącach sprzedanych kopii.
Po tym niewątpliwym sukcesie Dirisio kontynuował komponowanie i po kilku miesiącach nagrał energetyczną płytę, zatytułowaną Luca Dirisio, zawierającą: Calma e sangue freddo, Per sempre, Usami, Grano di sale. Album był sprzedawany w sklepach muzycznych i w kioskach wraz z czasopismem Tv Sorrisi e Canzoni. Płytę wydano również w wersji hiszpańskojęzycznej. Osiągnął sukces na hiszpańskich i Niemczech listach przebojów.
W 2005 zaśpiewał Non capiva che l'amavo wraz z Paolo Meneguzzi'm na włoskim Festiwalu Muzyki San Remo. Rok później wziął udział w tym samym festiwalu w kategorii Mężczyzn wraz z piosenką Sparirò, którą napisał po rozstaniu ze swoją wieloletnią partnerką. Po konkursie, w którym nie zajął znaczącego miejsca, wydał drugi album La vita è strana. Latem 2006 wydaje drugi singiel płyty, La ricetta del campione, wspaniale wpisujący się w wakacyjne klimaty.
W grudniu 2006 nagrał ścieżkę dźwiękową do filmu Disneya High School Musical, interpretując piosenkę Breaking free (tytuł włoski: Se provi a volare). Piosenka ta została później dodana do wznowionego wydania La vita è strana.
W 2007 wydany został czwarty singiel L'isola degli sfigati, w którym Dirisio w sposób sarkastyczny opowiada o popularnym włoskim reality show L'sola dei famosi.
9 maja 2008 wydał trzeci album, 300 all'ora, zawierający singiel Magica. Drugim singlem płyty był utwór Fragole, ciliegie e miele. Tym samym skończył się kontrakt artysty z wytwórnią Sony BMG.

## Dyskografia

### Albumy
- Luca Dirisio (2004)
- La vita è strana (2006)
- 300 all'ora (2008)

### Single
| Rok  | Tytuł                      | Pozycja na liście przebojów | Pozycja na liście przebojów | Pozycja na liście przebojów | Pozycja na liście przebojów | Pozycja na liście przebojów | Pozycja na liście przebojów | Album                                 |
| Rok  | Tytuł                      | ITA                         | SWI                         | AUT                         | SPA                         | NET                         | EUR                         | Album                                 |
| ---- | -------------------------- | --------------------------- | --------------------------- | --------------------------- | --------------------------- | --------------------------- | --------------------------- | ------------------------------------- |
| 2004 | „Calma e sangue freddo”    | 1                           | 17                          | 20                          | 25                          | 78                          | 34                          | Luca Dirisio                          |
| 2004 | „Il mio amico vende il tè” | –                           | –                           | –                           | –                           | –                           | –                           | Luca Dirisio                          |
| 2005 | „Usami”                    | –                           | –                           | –                           | –                           | –                           | –                           | Luca Dirisio                          |
| 2005 | „Per sempre"               | –                           | –                           | –                           | –                           | –                           | –                           | Luca Dirisio                          |
| 2006 | „Sparirò”                  | 9                           | –                           | –                           | –                           | –                           | 52                          | La Vita è Strana                      |
| 2006 | „La ricetta del campione"  | 39                          | –                           | –                           | –                           | –                           | –                           | La Vita è Strana                      |
| 2006 | „Se provi a volare”        | –                           | –                           | –                           | –                           | –                           | –                           | Ścieżka dźwiękowa High School Musical |
| 2007 | „L'isola degli sfigati”    | –                           | –                           | –                           | –                           | –                           | –                           | La Vita è Strana                      |
| 2008 | „Magica”                   | 49                          | –                           | –                           | –                           | –                           | –                           | 300 all'ora                           |